# Яман-Порт
Яма́н-Порт (баш. Яманпорт) — деревня в Нуримановском районе Республики Башкортостан Российской Федерации. Входит в состав Красноключевского сельсовета.

## География
Деревня находится на левом берегу реки Уфа.

### Географическое положение
Расстояние до:
- районного центра (Красная Горка): 34 км,
- центра сельсовета (Красный Ключ): 4 км,
- ближайшей ж/д станции (Иглино): 83 км.

## Население
| 2002 | 2009 | 2010 | 2017 |
| ---- | ---- | ---- | ---- |
| 209  | ↘201 | ↘164 | ↗192 |